# Grammy Award de la meilleure prestation rock instrumentale
Le Grammy Award de la meilleure prestation rock instrumentale (Grammy Award for Best Rock Instrumental Performance) est un prix présenté aux Grammy Awards de 1980 à 2011 à des artistes pour des œuvres contenant des performances instrumentales de qualité dans le genre de la musique rock.
En 2012, ce prix est fusionné avec celui de la meilleure prestation vocale rock par un groupe ou un duo et de la meilleure prestation vocale rock en solo et présenté désormais sous le nom de Grammy Award de la meilleure prestation rock.
Le guitariste britannique Jeff Beck détient le record de victoires avec six trophées.

## Lauréats
Liste des lauréats,.
- 1980 : Paul McCartney and Wings pour Rockestra Theme sur l'album Back to the Egg
- 1981 : The Police pour Reggatta de Blanc sur l'album Reggatta de Blanc
- 1982 : The Police pour Behind My Camel sur l'album Zenyatta Mondatta
- 1983 : A Flock of Seagulls pour D.N.A. sur l'album A Flock of Seagulls
- 1984 : Sting pour Brimstone and Treacle sur la bande originale du film Pierre qui brûle (Brimstone and Treacle)
- 1985 : Yes pour Cinema sur l'album 90125
- 1986 : Jeff Beck pour Escape sur l'album Flash
- 1987 : Art of Noise avec Duane Eddy pour Peter Gunn sur l'album In Visible Silence
- 1988 : Frank Zappa pour l'album Jazz from Hell
- 1989 : Carlos Santana pour l'album Blues for Salvador
- 1990 : Jeff Beck, Terry Bozzio et Tony Hymas pour l'album Jeff Beck's Guitar Shop (en)
- 1991 : Vaughan Brothers (Stevie Ray Vaughan et Jimmie Vaughan) pour D/FW sur l'album Family Style
- 1992 : Eric Johnson pour Cliffs of Dover sur l'album Ah Via Musicom
- 1993 : Stevie Ray Vaughan and Double Trouble pour Little Wing sur l'album The Sky Is Crying
- 1994 : Steve Vai pour Sofa sur l'album Zappa's Universe
- 1995 : Pink Floyd pour Marooned sur l'album The Division Bell
- 1996 : The Allman Brothers Band pour Jessica sur l'album Brothers and Sisters
- 1997 : Jimmie Vaughan, Eric Clapton, Bonnie Raitt, Robert Cray, B.B. King, Buddy Guy, Dr. John et Art Neville pour SRV Shuffle sur l'album A Tribute to Stevie Ray Vaughan
- 1998 : The Chemical Brothers pour Block Rockin' Beats sur l'album Dig Your Own Hole
- 1999 : Pat Metheny Group pour The Roots of Coincidence sur l'album Imaginary Day
- 2000 : Santana avec Eric Clapton pour The Calling sur l'album Supernatural
- 2001 : Metallica avec Michael Kamen et l'Orchestre symphonique de San Francisco pour The Call of Ktulu sur l'album S&M
- 2002 : Jeff Beck pour Dirty Mind sur l'album You Had It Coming
- 2003 : The Flaming Lips pour Approaching Pavonis Mons by Balloon (Utopia Planitia) sur l'album Yoshimi Battles the Pink Robots
- 2004 : Jeff Beck pour Plan B sur l'album Jeff
- 2005 : Brian Wilson pour Mrs O'Leary's Cow sur l'album Brian Wilson Presents Smile
- 2006 : Les Paul and Friends pour 69 Freedom Specials sur l'album American Made World Played
- 2007 : The Flaming Lips pour The Wizard Turns On... The Giant Silver Flashlight and Puts on His Werewolf Moccasins sur l'album At War with the Mystics
- 2008 : Bruce Springsteen pour Once Upon a Time in the West sur l'album We All Love Ennio Morricone
- 2009 : Zappa Plays Zappa avec Steve Vai et Napoleon Murphy Brock pour Peaches en Regalia sur l'album Zappa Plays Zappa
- 2010 : Jeff Beck pour A Day in the Life sur l'album Performing This Week... Live At Ronnie Scott's
- 2011 : Jeff Beck pour Hammerhead sur l'album Emotion and Commotion